# Bertil Norström
Per Bertil Norström (Sala, Suecia, 9 de septiembre de 1923 - Estocolmo, Suecia, 6 de septiembre de 2012) fue un actor sueco. Estuvo casado con la actriz Margreth Weivers a partir de 1947 hasta su muerte.
Norstrom ha realizado un gran número de pequeños papeles en películas y series de televisión suecas, incluyendo Varuhuset donde interpretó a Bengt Persson.

## Filmografía selecta
- 1956 - The Staffan Stolle Story
- 1970 - A Swedish Love Story
- 1970 - Skräcken har 1000 ögon
- 1972 - Nya hyss av Emil i Lönneberga
- 1972 - Ture Sventon
- 1977 - Bröderna Lejonhjärta
- 1978 - Hedebyborna (TV)
- 1980 - Sverige åt svenskarna
- 1981 - Göta kanal eller Vem drog ur proppen?
- 1981 - Rasmus på luffen
- 1983/1984 - TV-piraterna
- 1984 - Panik i butiken (TV)
- 1987 - Varuhuset (TV)
- 1988 - Kråsnålen (TV)
- 1991 - Den ofrivillige golfaren
- 1992 - The Emperor of Portugallia
- 1995 - Sjukan (TV)
- 2007 - Hjälp! (TV)
- 2011 - Tjuvarnas jul (TV)